# William Henry Andrews
William Henry Andrews (Suffolk, 20 d'abril de 1870 – 1950), més conegut com a Bill Andrews, va ser el primer director del Partit Laborista de Sud-àfrica (SALP) i el primer Secretari General del Partit Comunista de Sud-àfrica. També va ser un membre actiu del Sindicat d'Obrers de la Indústria i el Comerç.

## Biografia
Nascut a Anglaterra, Andrews es va unir a la Amalgamated Engineering and Electrical Union el 1880. Aquell mateix any va viatjar a Johannesburg, trobant feina en una mina d'or de West Rand, prop de Witwatersrand, els anys següents. En poc temps es va convertir en un prominent organitzador sindical. A mesura que la seva figura creixia, va anar desenvolupant diversos càrrecs, com el de president del Witwatersrand Trades and Labour Council o de la Political Labour League el 1905. El 1906 es va unir al Comitè de Representació Laborista, i el 1909 al Partit Laborista de Sud-àfrica.
El 1912 va ser elegit membre del Parlament per George (Cap Occidental), i el 1915 va ser elegit com al primer president de la Lliga Internacional Socialista, que va formar amb altres membres antimilitaristes del SALP. Va visitar el Regne Unit el 1918, quedant impressionat pel moviment de delegats sindicals del moment. El 1921 es va convertir en el primer Secretari General del Partit Comunista de Sud-àfrica, i el 1922 en l'editor del diari del partit, el The International. El 1925 va ser elegit com a primer secretari del Congrés de Sindicats de Sud-àfrica.